# El bombero atómico
El bombero atómico es una película de comedia mexicana de 1952 dirigida por Miguel M. Delgado y protagonizada por Mario Moreno «Cantinflas», Roberto Soto, Gilberto González y la actriz infantil, Elisa Quintanilla.Esta película es considerada por algunos como secuela directa de una anterior película de Cantinflas, El gendarme desconocido (1941), debido a la reaparición del personaje del Agente 777, un humilde policía del barrio de San Camilito. Aunque la trama de ambas películas es diferente, la reaparición del personaje y su número identificativo son la conexión principal entre ambas historias. Además, El patrullero 777 (1978) completa una especie de trilogía informal, donde el personaje de Cantinflas es un policía que usa el mismo número en diferentes momentos de su carrera, aunque las películas no están conectadas por una historia continua. 

## Argumento
Cantinflas recibe la visita de una niña huérfana llamada Rosario (Elisa Quintanilla), cuya madre murió y la mandó con él junto con una carta en donde le explica su situación y menciona a su fallecido amigo, Silverio. Aceptando ser su padre, accede a entrar a la compañía de bomberos para mantenerla y se pone a cargo del Comandante Cienfuegos (Salvador Quiroz) como su recomendado, siendo la pesadilla de su instructor (Miguel Manzano).
Sin embargo, mientras apagaba un incendio, se reencuentra con el hermano de su antiguo jefe de policía, el Comandante Bravo (Roberto Soto), revelando que anteriormente era miembro de dicho cuerpo policial y se había retirado (haciendo posible referencia a la anterior película, El gendarme desconocido), el cual le propone una oferta con ciertos beneficios incluyendo un seguro de vida e inmediatamente nombrándolo Comandante en Jefe de delegación policial. Tras abandonar el cuerpo de bomberos y reincorporarse al policial, ejecutará una purga de los más peligrosos delincuentes en el barrio de San Camilito, logrando detener a cada uno de ellos, pero más tarde sufre la pérdida de su hija Rosario, quien ha sido secuestrada, a lo cual intentará descubrir el plan de los maleantes para así poder detenerlos, y finalmente ser ascendido y condecorado.

## Reparto
- Mario Moreno como «Cantinflas», Agente 777.
- Roberto Soto como Comandante Bravo, hermano del también Comandante Bravo de El gendarme desconocido interpretado por Chino Herrera
- Gilberto González como El Piquete.
- Elisa Quintanilla como Rosario.
- Miguel Manzano como Jefe de bomberos.
- Pascual García Peña como El Cortado.
- Ernesto Finance como Licenciado / Notario.
- Jorge Mondragón como Silverio.
- Eduardo Alcaraz como Sargento.
- Ángel Infante como Policía.
- Conchita Gentil Arcos como Vecina de Doña Guadalupe (no acreditada).
- María Gentil Arcos como Doña Cleofas (no acreditada).
- Salvador Quiroz como Comandante Cienfuegos (no acreditado).
- Lily Aclemar como Esposa del Comandante Bravo (no acreditada).
- Daniel Arroyo como Hombre entre multitud (no acreditado).
- Stephen Berne como Hombre en cantina (no acreditado).
- Enrique Carrillo como Bombero (no acreditado).
- José Chávez como Policía (no acreditado).
- María Luisa Cortés como La Tosferina (no acreditada).
- Enrique del Castillo como Policía (no acreditado).
- Pedro Elviro como Secretario (no acreditado).
- José Luis Fernández como Hombre que baila en cabaret (no acreditado).
- Rogelio Fernández como Esbirro de El Piquete (no acreditado).
- Lidia Franco como Doña Guadalupe (no acreditada).
- Pedro Ibarra como Dueño de la Motivosa (no acreditado).
- Margarito Luna como Esbirro de El Piquete (no acreditado).
- Carmen Manzano como Madre de Rosario (no acreditada).
- Álvaro Matute como Jugador de cartas (no acreditado).
- Kika Meyer como La Soplona (no acreditada).
- Bruno Márquez como Policía (no acreditado).
- Luz María Núñez como La Motivosa (no acreditada).
- Casimiro Ortega como Cantinero (no acreditado).
- Ramón Pandal como Luciano Tronquete, el influyente (no acreditado).
- Ignacio Peón como Juez (no acreditado).
- Carlos Valadez como El Chueco (no acreditado).
- Agustin Ruiz Fragoso como Bombero / Doble de Cantinflas (no acreditado).
- Jesús Nando Soria como Corneta de órdenes (no acreditado).

## Nota
- En esta película Rosario (interpretada por Elisa Quintanilla) es el mismo nombre del personaje femenino interpretado por Alma Rosa Aguirre en la anterior película El siete machos (1951).